# Basilica di San Camillo de Lellis
La basilica di San Camillo de Lellis è un luogo di culto cattolico di Roma, situato all'incrocio tra via Sallustiana e via Piemonte, nel rione Sallustiano; è sede dell'omonima parrocchia, affidata ai chierici regolari Ministri degli Infermi.

## Storia
La chiesa venne costruita per volere di papa Pio X su disegno dell'architetto Tullio Passarelli. La costruzione iniziò nel 1906, e la prima pietra venne posata dal cardinale Antonio Agliardi. Consacrata chiesa ed eretta parrocchia nel 1910, venne affidata ai chierici regolari Ministri degli Infermi, l'ordine fondato da Camillo de Lellis. Nel 1965, papa Paolo VI elevò la chiesa alla dignità di basilica minore e contestualmente creò il titolo cardinalizio di San Camillo de Lellis agli Orti Sallustiani.

## Descrizione

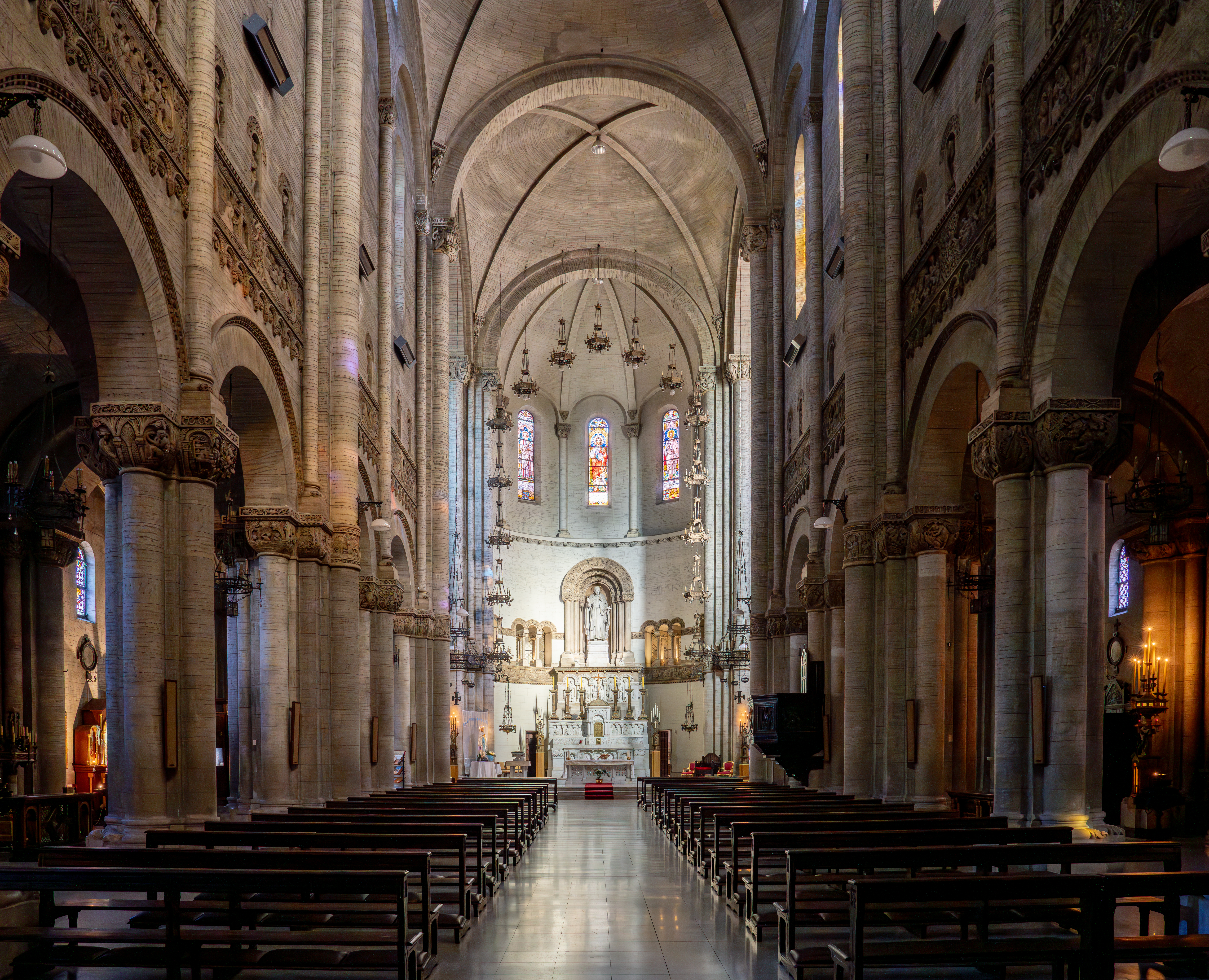
Interno

La basilica è in stile neoromanico con influenze gotiche, con all'esterno paramento murario all'esterno in mattoni rossi (con elementi decorativi in pietra) e all'interno integralmente in blocchi di travertino. La pianta è a croce latina, con transetto non sporgente rispetto alle navate laterali.
La facciata è a salienti e si presenta a due ordini separati orizzontalmente da un loggiato costituito da archi a tutto sesto poggianti su colonnine, ed è caratterizzata da contrafforti aggettanti. Al termine della larga scalinata d'accesso si aprono tre portali d'ingresso, ciascuno adornato da una lunetta con bassorilievo: il centrale rappresenta Cristo presenta san Camillo agli ammalati, quelli ai lati Cristo tra i fanciulli e Il perdono dell'adultera; nella parte superiore del prospetto principale si apre un ampio rosone circolare. Al di sopra del portale laterale del fianco sinistro, lungo via Sallustiana, vi è un bassorilievo con Gesù Buon Pastore, datato 1907. A lato dell'abside si eleva la torre campanaria a pianta quadrangolare, terminante con un'alta cuspide piramidale, la cui cella si apre verso l'esterno con una trifora su ciascun lato; alla sommità, raggiunge i 30 metri di altezza.
All'interno, l'aula si compone di tre navate divise da archi a tutto sesto poggianti su pilastri dai capitelli scolpiti, e coperte con volta a crociera. Oltre il transetto, la navata maggiore termina con un'abside semicircolare, nella quale si aprono cinque vetrate su cui sono raffigurati Cristo e i quattro evangelisti; al di sopra dell'altare maggiore, in una nicchia, è posta la statua di San Camillo, opera di Alberto Galli del 1911. Dello stesso scultore è il bassorilievo nella lunetta della porta che conduce alla sacrestia, che raffigura Pio X che osserva il modello della chiesa. Ai lati dell'abside centrale ve ne sono due di dimensioni minori adibite a cappelle laterali.
Sulla cantoria lignea in controfacciata si trova l'organo a canne, costruito nel 1910-11 da Carlo Vegezzi-Bossi (opus 1314) su progetto di Filippo Capocci e donato da Margherita di Savoia. Lo strumento è a trasmissione elettronica (installata nel 1999 in luogo di quella pneumatica originaria) e dispone di 29 registri su due manuali e pedale. La mostra è composta da canne di principale disposte in due ali digradanti verso il centro senza soluzione di continuità, entro tre campi delimitati da alte lesene; la cassa è limitata al basamento, in stile con la chiesa, che presenta una teoria di Angeli musicanti entro arcate sorrette da colonnine.